# Nifurtymoks
Nifurtymoks, NFX (łac. nifurtimoxum) – wielofunkcyjny organiczny związek chemiczny, pochodna nitrofuranu, lek stosowany w leczeniu zakażeń świdrowcem gambijskim (Trypanosoma brucei gambiense) oraz świdrowcem amerykańskim (Trypanosoma cruzi).

## Mechanizm działania
Mechanizm działania nifurtymoksu nie jest całkowicie wyjaśniony. W procesie degradacji leku przez nitroreduktazę świdrowców dochodzi do wytworzenia reaktywnych form tlenu, które uszkadzają komórki gatunków świdrowców nie posiadających efektywnych enzymów chroniących przed stresem oksydacyjnym.

## Zastosowanie
- choroba Chagasa[3][4]}
- drugie stadium śpiączki afrykańskiej wywołanej przez świdrowca gambijskiego (Trypanosoma brucei gambiense) w skojarzeniu z eflornityną[4]

Nifurtymoks znajduje się na wzorcowej liście podstawowych leków Światowej Organizacji Zdrowia (WHO Model Lists of Essential Medicines) (2017).
Nifurtymoks nie jest dopuszczony do obrotu w Polsce (2018).

## Działania niepożądane
Nifurtymoks może powodować następujące działania niepożądane: anoreksja, nudności, wymioty, ból brzucha, bezsenność, ból głowy, zawroty głowy, nadpobudliwość, mialgia, artralgia, drgawki oraz polineuropatia. Działania uboczne są częste, zależne od wielkości dawki i ustępują po przerwaniu leczenia.